# Шудзя (річка)
Шудзя́ (рос. Шудзя) — річка в Глазовському районі Удмуртії, Росія, права притока Пишкецю.
Бере початок на Верхньокамській височині. Протікає на південний захід, південь та південний схід, впадає до річки Пишкець біля села Пишкець.